# Krupp-Flettner-Großkraftwagen

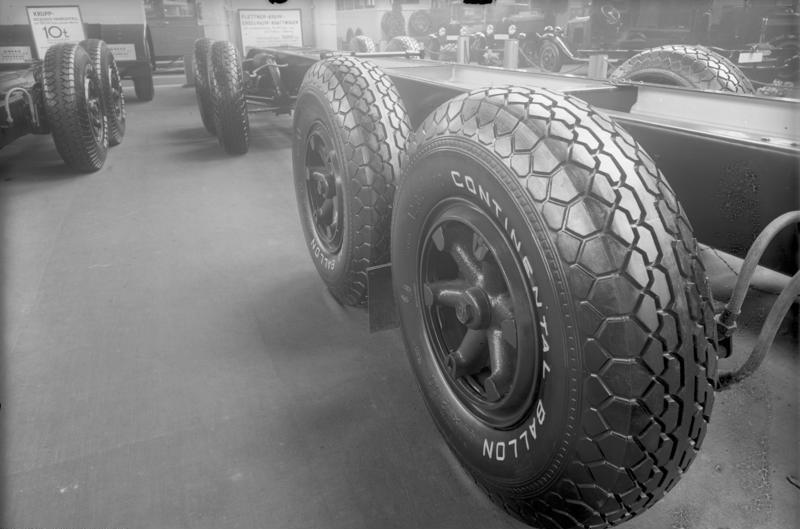
Der vierachsige Teil des Großkraftwagens auf der IAA 1931, noch ohne Aufbau

Der Krupp-Flettner-Großkraftwagen wurde 1930 von Anton Flettner entwickelt. Er bestand aus einem einachsigen Krupp-Motorwagen und einem angekuppelten vierachsigen Anhänger mit der Nutzfläche. Der Antrieb erfolgte durch die beiden hinteren Achsen mit einer vom Motorwagen mit drei Kardangelenken führende Antriebswelle. Die ersten zwei Achsen des Nutzwagens (Achse 2 und 3) wurden durch das Ausscheren des konventionell gelenkten Motorwagens durch Gestänge automatisch betrieben. Dies sollte den Kraftaufwand des Fahrers reduzieren und die Betriebssicherheit erhöhen.
Ein Prototyp wurde bis 1931 hergestellt und auf der Berliner Automobilausstellung vorgeführt. Danach wurde das 13,74 m lange Fahrzeug von der KVG Sachsen, dem damals größten Kraftbushersteller Deutschlands, zum Transport von Gaszylindern genutzt. Der im Gigantismus zur Mitte der 1930er Jahre geplante Bau eines Fünfachs-Großkraftwagens für den Kraftpostdienst wurde nicht mehr umgesetzt.